# Mascagnia ovatifolia
Mascagnia ovatifolia là một loài thực vật có hoa trong họ Malpighiaceae. Loài này được (Kunth) Griseb. mô tả khoa học đầu tiên năm 1859.